# Ernst Schaumann (Chemiker)

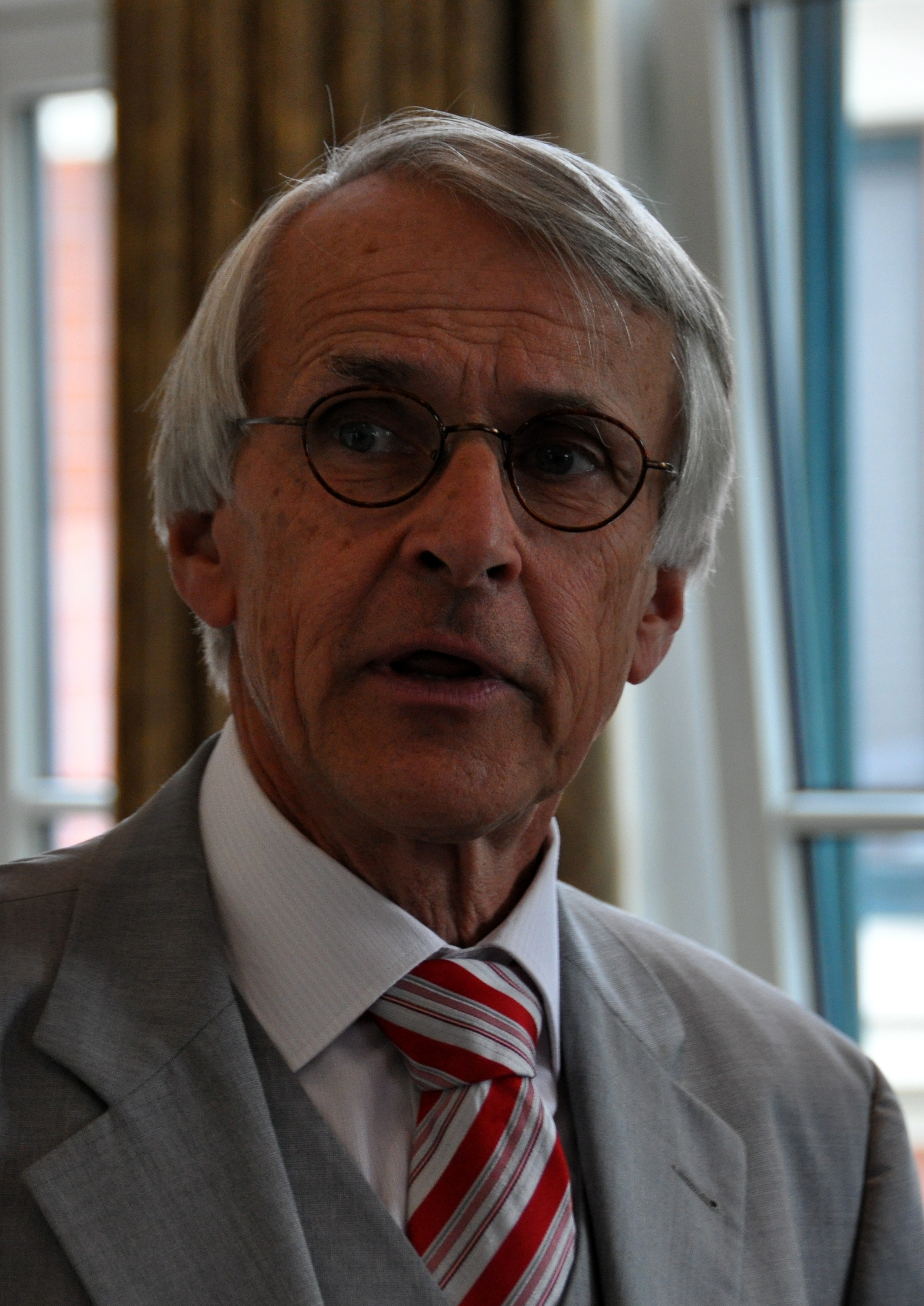
Ernst Schaumann 2013

Ernst Schaumann (* 16. September 1943 in Hamburg) ist ein deutscher Chemiker.

## Leben
Schaumann, als Sohn eines Kaufmannes und Diplom-Chemikers geboren, studierte von 1963 bis 1970 Chemie an der Universität Hamburg und wurde im Jahre 1970 bei Wolfgang Walter mit  „Untersuchungen zur geometrischen Isomerie bei Thioamiden und Thiohydroxamsäuren“ promoviert. Im Anschluss an seine Habilitation über „Beiträge zur Chemie der Thioketene“ im Jahre 1976 ging er 1977 als Postdoc an die University of Oregon.
Während seiner Zeit als Professor für Organische Chemie an der Universität Hamburg in den Jahren 1977 bis 1990 war er im Jahre 1980 Gastprofessor an der Universität von Wisconsin und im Jahre 1986 Gastprofessor der University of California, Irvine. Weiterhin war er 2004 Gastprofessor an der Australian National University, Canberra.
Von 1990 bis 2009 war Schaumann Professor für Organische Chemie an der Technischen Universität Clausthal. Von 2000 bis 2002 war er Rektor und danach bis 2004 Präsident der TU Clausthal. Nach seiner Verabschiedung von der TU Clausthal zog Schaumann wieder nach Hamburg.
Sein Forschungsgebiet ist die Synthese von natürlichen Kohlenstoffverbindungen mit biologischer Wirksamkeit.

## Werk
Schaumann ist Mitherausgeber des mehrbändigen Werkes Houben-Weyl: Methoden der organischen Chemie.

### Wissenschaftliche Originalarbeiten (Auswahl)
- Carsten Spanka, Ernst Schaumann: Alkynyl Silyl Sulfides as Versatile Thioketene Equivalents, Synlett 2014, 25, 2415.
- K. Benda, T. Knoth, R. L. Danheiser, E. Schaumann: A New Route to Silyl-substituted Cyclobutenones and Silylketenes, Tetrahedron Lett. 2011, 52, 46.
- E. Schaumann, G. Oppermann, M. Stranberg, H. W. Moore: New Syntheses and Ring Expansion Reactions of Cyclobutenimines, Aust. J. Chem. 2010, 63, 1656.
- T. Wagner, J. Lange, D. Grote, W. Sander, E. Schaumann, G. Adiwidjaja, A. Adam, J. Kopf: Organylthio(silyl)carbenes, Eur. J. Org. Chem. 2009, 5198–5207.
- E. Schaumann, A. Kirschning: Domino Synthesis of Carbo- and Heterocycles Involving a 1,3 or 1,4 C-O Silyl Shift, Synlett 2007, 177.
- C. Beier, E. Schaumann: An Epoxide-Based Enantioselective Synthesis of the Antifungal Antibiotic (+)-Preussin, Synthesis 1997, 1296.
- M. Müller, W.-R. Förster, A. Holst, A. J. Kingma, E. Schaumann, G. Adiwidjaja: Synthesis of 4-Silylcyclobut-2-enethiones and their Use in Cyclobutadiene Generation, Chem. Eur. J. 1996, 949.
- R. Tiedemann, F. Narjes, E. Schaumann: 3-Methoxy-1-phenylthio-1-propene as d1/d3 Synthon: Application for an Asymmetric Synthesis of (S)-(+)-Parasorbic Acid, Synlett 1994, 594.
- F. Narjes, O. Bolte, D. Icheln, W. A. König, E. Schaumann: Synthesis of Vinylcyclopropanes by Intramolecular Epoxide Ring-Opening. Application for an Enantioselective Synthesis of Dictyopterene A, J. Org. Chem. 1993, 58, 626.
- E. Schaumann: The Chemistry of Thioketenes, Tetrahedron 44, 1827 1988.